# Dasyuris grisescens
Dasyuris grisescens är en fjärilsart som beskrevs av Louis Beethoven Prout. Dasyuris grisescens ingår i släktet Dasyuris och familjen mätare. Inga underarter finns listade i Catalogue of Life.